# 바람아 불어라 (2004년 영화)
《바람아 불어라》(Let The Wind Blow, Hava Aney Dey)는 인도에서 제작된 파르토 센굽타 감독의 2004년 영화이다. 이 영화의 후반 작업은 부분적으로 뭄바이와 프랑스 파리에서 이루어졌다.

## 출연
- Aniket Vishwasrao - Arjun 역
- Nishikant Kamat - Chabia 역
- 타니슈타 차테르지 - Mona 역
- Rajshree Thakur - Salma 역
- Hridaynath Jadhav - Anil 역
- Yogesh Vinayak Joshi - Yogi 역
- Chinmay Kelkar - Sanju 역
- Tejas D. Parvatkar - Sudhir 역
- Deepak Qazir - Employment Agent 역
- Niaal Saad - Rohit 역
- Pubali Sanyal - Illa 역
- Ganesh Yadav - Sudhakar 역